# Fred Merkel
Fred Merkel, né le 28 septembre 1962 à Stockton, en Californie, est un ancien pilote de vitesse moto américain. Il est connu pour avoir été le premier champion du monde de Superbike en 1988 avec la Honda RC30. Il a arrêté sa carrière de pilote en 1995 après un accident en AMA Superbike.

## Carrière en AMA Superbike
Fred Merkel remporte le championnat américain de Superbike trois fois consécutivement en 1984, 1985 et 1986 avant de partir disputer des courses en Europe.

## Le pionnier du championnat du monde de Superbike
En 1988, la FIM lance le championnat du monde de Superbike. Fred Merkel s'engage de ce nouveau championnat international avec le team Rumi et la Honda RC30. Avec 2 victoires et 4 podiums, l'américain devient le premier champion du monde de Superbike, il devance l'italien Fabrizio Pirovano.
Il conserve l'année d'après son titre en remportant 3 courses, et 9 podiums. Il bat le belge Stéphane Mertens et le français Raymond Roche.
En 1990, il cède son titre au français Raymond Roche en terminant à la 6e place au classement final.

## Fin de carrière
Il a disputé trois autres saisons de WSBK en 1991 qu'il termine à la 8e place, en 1992 où il termine 13e et en 1993 où il se classe 11e. En 1994, Fred Merkel rentre aux États-Unis pour disputer le championnat américain de Superbike. Après un accident lors d'une course de AMA Superbike de la saison 1995, Fred Merkel arrête sa carrière de pilote moto.

## Palmarès
- Champion du monde de Superbike 1988, 1989
- 8 victoires, 24 podiums, et 4 pôles positions en WSBK
- Champion AMA Superbike 1984, 1985, 1986